# Daheim in den Bergen – Schwesternliebe
Schwesternliebe ist ein deutscher Fernsehfilm von Michael Zens aus dem Jahr 2019. Es handelt sich um den dritten Film aus der Heimatfilmreihe Daheim in den Bergen. In den Hauptrollen agieren Walter Sittler, Max Herbrechter, Theresa Scholze, Matthi Faust, Catherine Bode, Thomas Unger, Valerie Niehaus, Ben Braun, Julian Weigend und Judith Toth.
Die ARD schrieb zur Erstausstrahlung des Films: „Die Aussöhnung der Patriarchen und eine ungewollte Schwangerschaft beginnen die Verhältnisse zwischen den Hubers und den Leitners zu verändern. Bis aus den beiden lange verfeindeten Familien wieder Freunde werden oder sie gar zu einer ‚großen‘ zusammenwachsen, ist es aber noch ein langer Weg.“

## Handlung
Nach ihrem One-Night-Stand mit Georg Leitner stellt Marie Huber fest, dass sie ein Baby von ihm erwartet. Da ihr Babybauch kräftig wächst, ist es immer schwieriger, ihn zu verstecken und mehr als einmal gerät sie in Erklärungsnot. Bisher hat Marie sich nur ihrer Schwester Lisa offenbart. Vor der Reaktion ihres Vaters hat sie Angst und wie sie es Georg sagen soll, weiß sie auch noch nicht. Zwar hatte Georg nach dieser Nacht versucht, Kontakt zu ihr aufzunehmen, scheiterte jedoch an ihrem Widerstand. Als sie kurz davor ist, mit Georg zu sprechen, hört sie zufällig ein Gespräch mit, das sie zurückweichen lässt, da sie sich nun nicht mehr sicher ist, ob sie Georg wirklich von ihrer Schwangerschaft erzählen soll. Sie will sich erst einmal mit ihrer Schwester Lisa, einer Anwältin, beraten.
Georg führt mit seiner Ex-Frau Mirjam einen Sorgerechtsstreit um die gemeinsame Tochter Lea. Sie will mit dem Kind nach Frankreich zu ihrem neuen Freund ziehen. Georg hat den mit harten Bandagen kämpfenden Anwalt Dr. Kendrich mit seiner Vertretung betraut. Der Anwalt rät ihm, wenn er das alleinige Sorgerecht für Lea wolle, müsse er seine Frau als schlechte Mutter dastehen lassen. Sebastian Leitner bemerkt, wie sehr seine Enkelin unter dem Streit ihrer Eltern leidet, sie erzählt ihm sogar, dass es besser wäre, wenn sie nicht da wäre, dann hätten ihre Eltern keinen Grund mehr, sich zu streiten.
Ein anderes Kapitel ist, dass der Hamburger Gastronom Steffen, ein Freund Georgs, seine Geschäftspartnerin Leonie Assmann aus dem gemeinsam geführten Restaurant drängen will, wofür er sich Georgs Hilfe erhofft. Was die beiden Männer nicht ahnen ist, dass Leonie eine Zwillingsschwester namens Lena hat, mit der sie ins Allgäu gekommen ist. Da Lena sehr viel forscher ist, als die sanfte Leonie tauschen die Zwillingsschwestern die Rollen, um Steffen beizukommen. So sabotiert Lena Steffens Koch-Events. Steffen erklärt ihr jedoch, dass sie auch sich selbst schade, ob sie nicht bemerkt habe, dass immer weniger Gäste in ihrer beider Gourmet-Restaurant kämen. Man finde viele von ihren ehemaligen Stammgästen dort, wo Neues geboten werde. Lena setzt sich mit seinen Argumenten ernsthaft auseinander, zudem gefällt ihr der gut aussehende Mann. Letztendlich vereinbart sie mit ihrer Schwester, die Jobs zu tauschen. Nun endlich kommt es auch zu einer Verbindung Leonies mit Christian, einem langjährigen Freund der Zwillinge, der Leonie schon lange liebt. Als Lena Steffen dann aufklärt, schließt er sie in die Arme und küsst sie.
Sebastian Leitner geht wieder einen Schritt auf Lorenz Huber zu und bittet ihn, Lisa zu fragen, ob sie bereit wäre, Georg im Sorgerechtsstreit zu vertreten. Obwohl Georg seinen Vater erst zurechtweist für seine Einmischung sucht er Lisa dann doch auf und bittet sie, ihn vor Gericht zu vertreten. Vor 20 Jahren hatte Lorenz Huber unter Alkoholeinfluss Peter, den jüngsten Sohn Sebastian Leitners überfahren. Die zuvor eng befreundeten Familien wurden zu Feinden, was die Familie Huber auch einen Großteil ihres Grundbesitzes, wertvolles Weideland, kostete.
Aber auch Lisa hat Probleme, ihre ehemalige Freundin Karin bittet sie dringend um ein Gespräch. Obwohl Lisa erst ablehnt, entspricht sie dann deren flehentlicher Bitte. Karin hatte vor vielen Jahren dafür gesorgt, dass die Verbindung zwischen Florian Leitner und Lisa zerbrach, da sie Florian für sich haben wollte. Nun lässt sie durchblicken, dass ihr Mann keinerlei Interesse mehr an ihr habe und Lisa nur mit den Fingern schnippen müsste, um ihn zurückzubekommen.
Als Marie sich endlich durchgerungen hat mit Rückendeckung von Lisa mit ihrem Vater über ihre Schwangerschaft und den Vater des Kindes zu reden, finden die Schwestern nicht nur ihren Vater, der jeden Tag zur selben Uhrzeit am Grab des von ihm überfahrenen Peters verbringt, auf der Bank am Grab sitzend vor, sondern auch Sebastian Leitner. Stillschweigend ziehen sie sich zurück.

## Produktion

### Drehorte, Musik

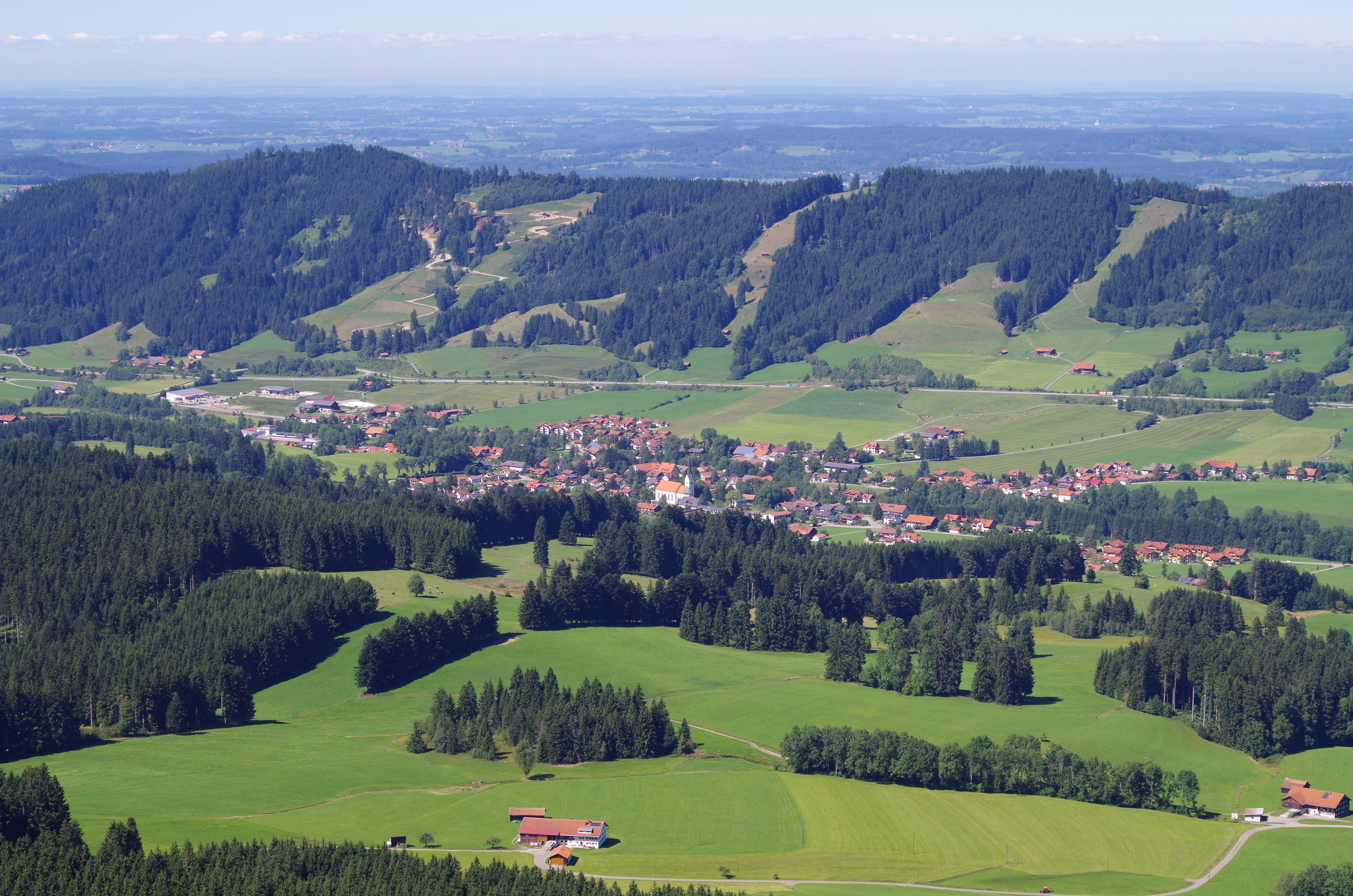
Weitnau, einer der Drehorte des Films

Der dritte Film der Heimatfilmreihe wurde vom 26. Juli bis zum 26. September 2018 an Schauplätzen im Allgäu gedreht, so in Immenstadt, Oberstaufen, Kempten, Weitnau und Umgebung. Die Redaktion für die ARD Degeto lag bei Barbara Süßmann.
Im Film erklingen unter anderem die Titel Beneath Your Beautiful von Labrinth und Hey von Andreas Bourani sowie Better Together von Jack Johnson und Du malst das Blau an meinen Himmel, des Weiteren You Are the Reason von Calum Scott und Amoi seg’ ma uns wieder von Andreas Gabalier.

### Interviews mit den Hauptdarstellern

#### Fragen an Walter Sittler
Auf die Frage, warum sich Sebastian entschließe nach 20 Jahren Funkstille, einen Schritt auf seinen einstigen Freund zuzugehen, antwortete Sittler, er lerne aus dem Umgang mit Kindern, fast den einzigen, denen er wirklich vertraue, worauf es ankomme. Zeit füreinander zu haben, mutig zu sein und klug. Er lerne, dass die Kinder nicht den Eltern gehörten, dass Freundschaft etwas Unersetzliches sei, und ihm gefalle auch der Umgang seiner erwachsenen Kinder mit denen seines Ex-Freundes nicht. Er persönlich glaube sehr an Freundschaft und es sei seiner Meinung nach auch so, dass man nicht viele echte Freundschaften haben könne – dafür reiche die Zeit nicht, denn ohne Zeit sei es umsonst. Unglücksfälle könne man verzeihen, vor allem, wenn es ein unverschuldetes Unglück sei und man sich mit seinen eigenen Gefühlen nicht wichtiger nehme als die Gefühle des Gegenübers. Das erfordere Größe und Bescheidenheit, was nur scheinbar ein Widerspruch sei. Alle, ausnahmslos alle wirklich großen Persönlichkeiten seien bescheiden, weil sie um die Vergänglichkeit wüssten.

#### Fragen an Max Herbrechter
Max Herbrechter entgegnete auf die Frage, ob er selbst jemand sei, der gut verzeihen könne, das hänge immer von der Schwere des Sachverhalts ab. Im Grunde verzeihe er schnell, vergesse aber nicht, ergänzte er lächelnd. Er möge das Landleben sehr gerne, möchte aber dennoch den ‚Luxus‘ der Stadt nicht missen, deswegen sei er wohl doch eher ein Stadtmensch.

#### Fragen an Catherine Bode
Catherine Bode meinte zur Frage, warum die schwangere Marie so große Bedenken habe, den Kindsvater Georg einzuweihen und ob sie deren Konflikt verstehen könne, das sei eine wirklich interessante Frage. Als Schauspieler spiele man ja nicht immer nur Figuren, die sich so verhalten würden, wie man es selbst machen würde oder wie man es gut finde. Aber in Vorbereitung auf eine Rolle versuche man genau diese Fragen zu beantworten. Im besten Fall lägen die Beweggründe der Figur und die eigenen nicht allzu weit auseinander oder man könne zumindest leicht nachvollziehen, wie eine Figur sich verhalte. Im Fall von Marie habe sie sich etwas schwer getan. Sie sei nämlich absolut davon überzeugt, dass Kind wie Vater das Recht hätten, voneinander zu erfahren. Was Thema Kindheit auf dem Land betreffe, sei sie mit Marie aber völlig eins! Für ein Kind gebe es ihrer Meinung nach nichts Schöneres als das Landleben. Das sehe sie auch an ihren eigenen Kindern.

#### Fragen an Theresa Scholze
Von Theresa Scholze wollte man wissen, ob Lisa mehr ein Stadt- oder mehr ein Landmensch sei. Sie meinte, das müsse Lisa momentan noch herausfinden, auf jeden Fall habe das Stadtleben sie verändert, was man schon an ihrer Art, sich zu kleiden, aber auch daran merke, wie sie mit Situationen umgehe. Es gelte allerdings, die Strukturen zu akzeptieren, und das falle Lisa nicht immer leicht. Wenn ihr etwas nicht sinnvoll oder gerecht vorkomme, dann pfeife sie auf die Regeln und mache eben, was sie für richtig halte – das gehe natürlich auch mal schief. Sie sei in Brandenburg an der Havel großgeworden, habe aber auch in Großstädten gelebt und gerade weil sie die Unterschiede kenne, finde sie es toll, was die Großstadt ihr gegeben habe, aber ihre Wurzeln lägen halt einfach in der Kleinstadt. Dort habe sie ein Gefühl der Geborgenheit und sie denke, das gehe Lisa wohl genauso. Florian sei nicht einfach ein Freund oder Ex-Partner, mit dem Lisa abgeschlossen habe, es gäbe eine Spannung zwischen den Figuren und Fragen, auf die Lisa Antworten haben möchte. Die Geschichte von damals sei für Lisa nicht zu Ende. Florian sei allerdings nicht mehr der Florian von damals. Für Lisa sei es hart, zu erkennen, dass ihre Jugendliebe, die sie bis heute nicht habe vergessen können, vielleicht nur noch in der Erinnerung diesen hohen Wert habe.

#### Fragen an Thomas Unger
Thomas Unger meinte, Maries Entscheidung, die Schwangerschaft erst einmal vor Georg geheim zu halten, sei schon eine heftige Maßnahme und zeuge wahrscheinlich von großer Angst ihrerseits, mitten in diesem ungeklärten Beziehungs-Schlamassel mit solchen Tatsachen konfrontiert zu sein. Er denke, sie versuche verzweifelt irgendwie Souveränität zu behalten in einer Situation, in der Vertrauen zum Kindsvater keine belastbare Option zu sein scheine. Verheimlichung sei aber nie ein guter Ratgeber … irgendwie komme es ja sowieso raus. Auf die Frage, wie gut er selbst privat kochen könne, da er einen leidenschaftlichen Koch und Restaurantbesitzer spiele, meinte Unger, privat gehe oft Pragmatik vor, obwohl er es liebe, wenn feines Essen auf dem Tisch stehe. Aber all zu aufwendig dürfe es bei ihm nicht sein.

#### Fragen an Matthi Faust
Matthi Faust wurde gefragt, ob er auch, wie Lisa, der Meinung sei, dass seine Rolle Florian sich zu ihrem Nachteil verändert habe. Faust meinte, Florian habe ja einiges durchgemacht und stehe in seinem Leben an einem Scheideweg. Nachdem die Lüge, auf der sein bisheriges Familienleben aufbaute, herausgekommen sei, sei alles, woran er geglaubt und das er sich aufgebaut habe, zusammengefallen. Er denke, man müsse seine Kinder loslassen, irgendwann, das sei schwer, aber unvermeidbar, das sehe er anders als seine Figur Florian, der für seine Tochter ganz andere Pläne habe als sie selbst.

#### Fragen an Valerie Niehaus
Es sei schon reizvoll für sie gewesen, zwei verschiedene Menschen aus ‚dem gleichen Holz‘ zu spielen und rauszuarbeiten, wie die Schwestern auf Grund ihres Zuhauses und ihrer Zugehörigkeit zueinander jedoch ähnliche Reaktionen zeigten. Träume wiesen einem den Weg, aber natürlich sei es notwendig, dabei einen beobachtenden Blick auf die Realität zu haben, um an seinen Träumen nicht zu scheitern.

#### Fragen an Ben Braun
An Ben Braun, der einen ehrgeizigen Hamburger Gastronom spielt, ging die Frage, wie gut seine Kochkünste seien und welche Gerichte er bevorzuge. Er meinte, so spektakulär wie in Steffens ‚Kochshow‘ im Film sehe es bei ihm zu Hause leider nicht aus. Er habe während der Vorbereitung auf die Rolle ein kleines Kochtraining gehabt, beispielsweise mit Tempo Zwiebeln hacken, Eier lässig mit einer Hand öffnen und solche Sachen.

### Veröffentlichung
Die Erstausstrahlung des Films fand am 26. April 2019 im Programm der ARD Das Erste im Rahmen der Reihe „Endlich Freitag im Ersten“ statt.

## Rezeption

### Einschaltquote
Das Familiendrama wurde bei seiner Erstausstrahlung von vier Millionen Menschen eingeschaltet, was einem Marktanteil von 13,3 Prozent entsprach, bei den jüngeren Zuschauern betrug der Marktanteil 7,5 Prozent.

### Kritik
Die Kritiker der Fernsehzeitschrift TV Spielfilm neigten den Daumen zur Seite, gaben für Humor, Spannung und Erotik je einen von drei möglichen Punkten und schrieben: „Die Bauernkalenderidylle ist überraschend schwitzig, hat ganz sympathische Charaktere, ist aber mit einfältigen Nebengeschichten überfrachtet.“ Fazit: „Auf der Alm gibt’s a Sünd’ – mehr nicht“.
Hans Czerny konnte dem Film auf der Seite Prisma nicht viel abgewinnen. Er sprach von einer „magere[n] Ouvertüre“ der Auftaktfilme nach dem Drehbuch der „Serien-erprobten Autorin Brigitte Müller“, der die Verwicklungen der Geschichte dann wohl doch „ein bisschen zu trübselig erschienen“ seien, weshalb sie „für den fehlenden Schwung gleich eine hanebüchene Story um zwei eineiige Zwillinge aus Hamburg eingebaut“ habe. Valerie Niehaus dürfe oder müsse „die zwei Damen ganz alleine spielen“. Das bringe zwar „ein paar schöne Momente, wenn die Zwillinge Leonie und Lena zugleich im Bild“ auftauchten, sei ansonsten aber „eine furchtbar langatmige Angelegenheit“.
Wolfgang Platzeck von der Berliner Morgenpost sah das völlig anders und meinte, wozu brauche es große Worte, „wenn kleinste Signale und kurze Blicke so ungleich beredter“ seien. Wie Walter Sittler und Max Herbrechter, die gar nicht einmal viel Dialogsätze im Film hätten, „als verfeindete Bauern-Patriarchen Sebastian Leitner und Lorenz Huber, gequält vom Zwiespalt der Empfindungen, allmählich auf eine Aussöhnung zutreiben, wie aus dem Gegeneinander zumindest ein Nebeneinander“ werde, das sei „an Intensität kaum zu überbieten und gehör[e] zu den großen Momenten der neuen Episode ‚Schwesternliebe‘“. ‚Daheim in den Bergen‘ sei „kein biederer Heimatfilm. Keine Spur von Krachleder-Folklore. Die herrliche Alpenkulisse [sei] lediglich die Folie für ein eindringliches Familien- und Beziehungsdrama, das sich so überall abspielen könnte“. Zur Doppelrolle von Valerie Niehaus meinte der Kritiker, ihr „souveräner Wechsel zwischen den grundverschiedenen Charakteren“ sorge „in dieser Alpensaga für erfrischende Akzente“. Fazit: „Rundum überzeugender dritter Teil der einfühlsamen alpenländischen Familiensaga.“